# La Copechagnière
La Copechagnière é uma comuna francesa na região administrativa da Pays de la Loire, no departamento de Vendéia. Estende-se por uma área de 9,68 km². Em 2010 a comuna tinha 1 023 habitantes (densidade: 105,7 hab./km²).